# メタカラコウ
メタカラコウ（雌宝香、学名：Ligularia stenocephala ）はキク科メタカラコウ属の多年草。

## 分布と生育環境
本州、四国、九州に分布し、山地や深山のやや湿った草地、林縁に自生する。

## 特徴
花茎の高さは60cmから1m程度になる。根出葉はフキに似て長い葉柄があり、三角状心形で径20cmから40cmになり、葉の縁は鋸歯状になる。茎につく葉の葉柄は茎を抱く。花期は6月から9月で、茎の上部に黄色い頭花を総状につける。総状花序の下から上へ開花していく。
全体がオタカラコウに似るが、オタカラコウの頭花の舌状花が8個程度であるのに対し、メタカラコウは1個から3個程度で、また全体的に小ぶり。

## ギャラリー
- 舌状花が1個から3個程度